# Ulf Bengtsson (bordtennisspelare)
Ulf Lennart Bengtsson, född 26 januari 1960 i Höganäs, död 17 mars 2019 i Fässbergs distrikt, var en svensk bordtennisspelare. Mellan åren 1983 och 1988 vann han flera medaljer i singel, dubbel och lagtävlingar. Bland annat som segrare i europamästerskapen i bordtennis 1984, två silvermedaljer i lag i världsmästerskapen i bordtennis 1983 och 1985 samt trea i bordtennisens världscup 1984.
Ulf Bengtsson är begravd på Västra kyrkogården i Göteborg.